# Ai Siqi

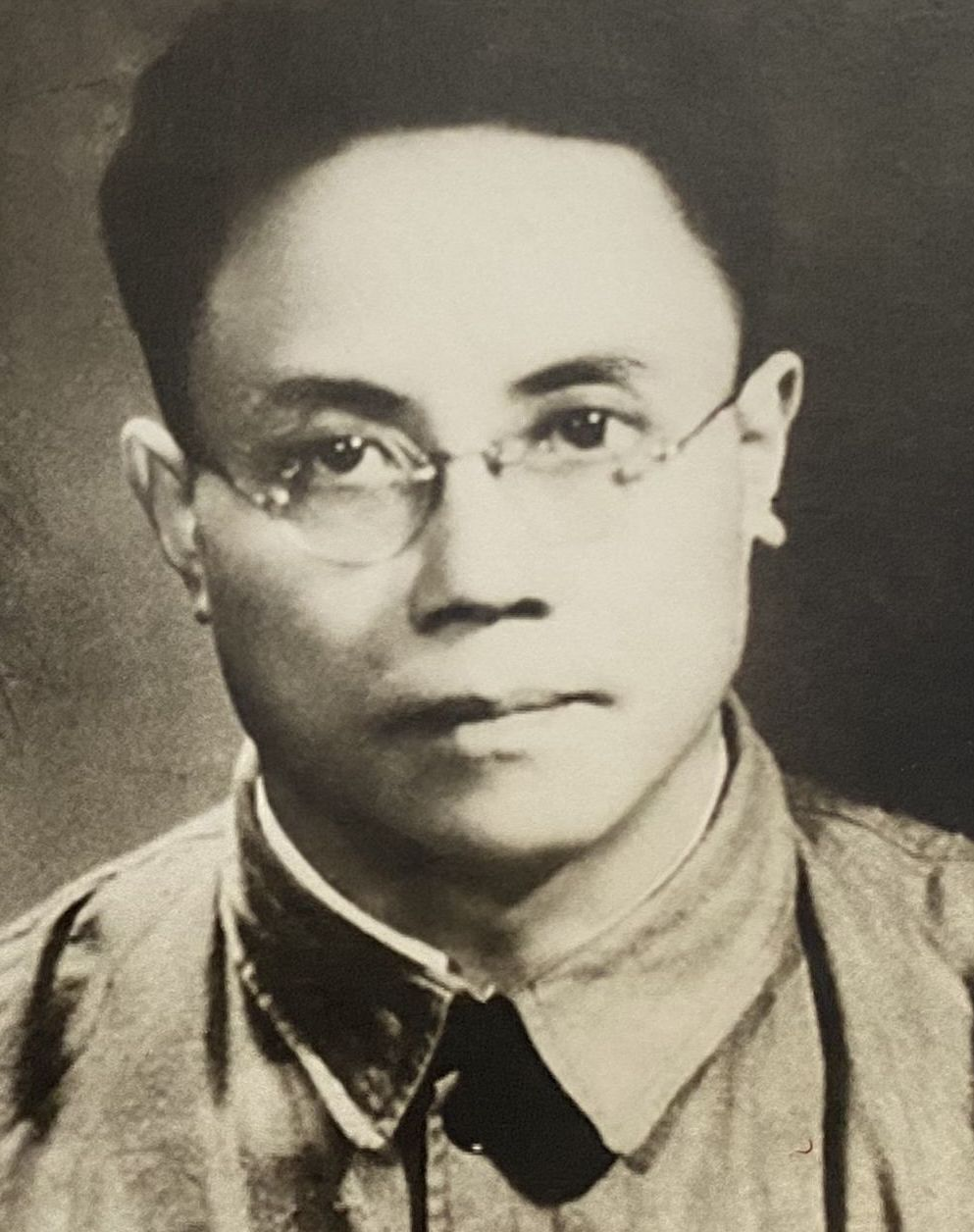
Ai Siqi

Ai Siqi (chinesisch 艾思奇; * 2. März 1910; † 22. März 1966), mit Geburtsnamen Li Shengxuan (chinesisch 李生萱), war ein Politiker in der Volksrepublik China, der ein maßgeblicher Propagandist und Theoretiker der Kommunistischen Partei Chinas (KPCh) war.

## Leben
Ai Siqi verfasste 1934 das einflussreiche Buch Populäre Philosophie, das den Marxismus populär machte. Dieses Buch war eine Sammlung von Essays, die erstmals zwischen 1934 und 1935 in der Zeitschrift Dushu Shenghuo erschienen. Es führte nicht nur in den Dialektischen Materialismus ein, sondern ermutigte die Leser auch gegen die sogenannten „Drei Berge“ zu kämpfen, nämlich gegen Imperialismus, Feudalismus und bürokratischen Kapitalismus. 1935 wurde er Mitglied der Kommunistischen Partei Chinas (KPCh). 1937 ging er wie viele andere junge Intellektuelle nach Yan’an, das Ziel des Langen Marsches und Zentrum der KPCh in jener Zeit. Dort entwickelte er sich zu einem der maßgeblichen Theoretiker der Partei. 
Sein 1937 erschienenes Buch Philosophie und Leben bezeichnete Mao Zedong als das profundeste Werk von Ai Siqi. Die außerordentliche Popularität von Populärer Philosophie wird üblicherweise seiner Fähigkeit zugeschrieben, relativ komplexe philosophische Ideen in eine volkstümliche Sprache zu übersetzen. Er machte zahlreiche Vorschläge, um Chinas gefährliche Zustände zu lindern. Er sprach häufig über die Sorgen, Probleme und das Elend des Einzelnen sowie über die Gefahren, die die gesamte Nation bedrohen. In der Regel analysierte er Anliegen von Einzelpersonen im Lichte der größeren sozialen, nationalen und internationalen Bedingungen. Umgekehrt illustrierte er häufig und anschaulich die Relevanz nationaler oder internationaler Trends oder Ereignisse für das individuelle Leben. Im Verlauf dieser Diskussionen befürwortete er fortschrittliche Tugenden und ärgerte sich über rückwärts gewandte Laster. Seine Werke hatten großen Einfluss auf die Werke von Mao Zedong. Er verstarb kurz vor Beginn der Kulturrevolution.

## Werke
- Dazhong zhexue 大众哲学 [Populäre Philosophie]
- Bianzheng weiwu zhuyi, Lishi weiwu zhuyi 辨证唯物主义, 历史唯物主义 [Dialektischer Materialismus, Historischer Materialismus] (Hrsg.)
- Zhexue yu shenghuo 哲学与生活 [Philosophie und Leben]

## Weblink
- Yuwu Song: Biographical Dictionary of the People's Republic of China, McFarland & Company 2013, Onlineversion, S. 4 f.

| Personendaten    | Personendaten                                           |
| ---------------- | ------------------------------------------------------- |
| NAME             | Ai, Siqi                                                |
| ALTERNATIVNAMEN  | 艾思奇; Li Shengxuan (Geburtsname)                      |
| KURZBESCHREIBUNG | chinesischer Revolutionär und marxistischer Theoretiker |
| GEBURTSDATUM     | 2. März 1910                                            |
| STERBEDATUM      | 22. März 1966                                           |